# New Vienna (Iowa)
New Vienna ist eine City im Dubuque County im US-Bundesstaat Iowa. Das U.S. Census Bureau hat bei der Volkszählung 2020 eine Einwohnerzahl von 382 ermittelt.

## Geographie
New Vienna liegt im Nordwesten des Bundesstaates in der Nähe der Grenze zu Wisconsin und Illinois. Nachbargemeinden sind Luxemburg und Dyersville.

## Geschichte
New Vienna wurde von deutschen Einwanderern gegründet, die in Ohio lebten und nach Ackerland suchten. Im späten 19. Jahrhundert wurde die Katholische Kirche St. Boniface fertiggestellt. Deren Orgel ist ein Werkstück von Wilhelm Schülke (1849–1902; Schuelke Organ Company) von 1891.

## Verkehr
New Vienna liegt an der Iowa State Route 136. Nächster Flughafen ist der Dubuque Regional Airport in Dubuque (Iowa).

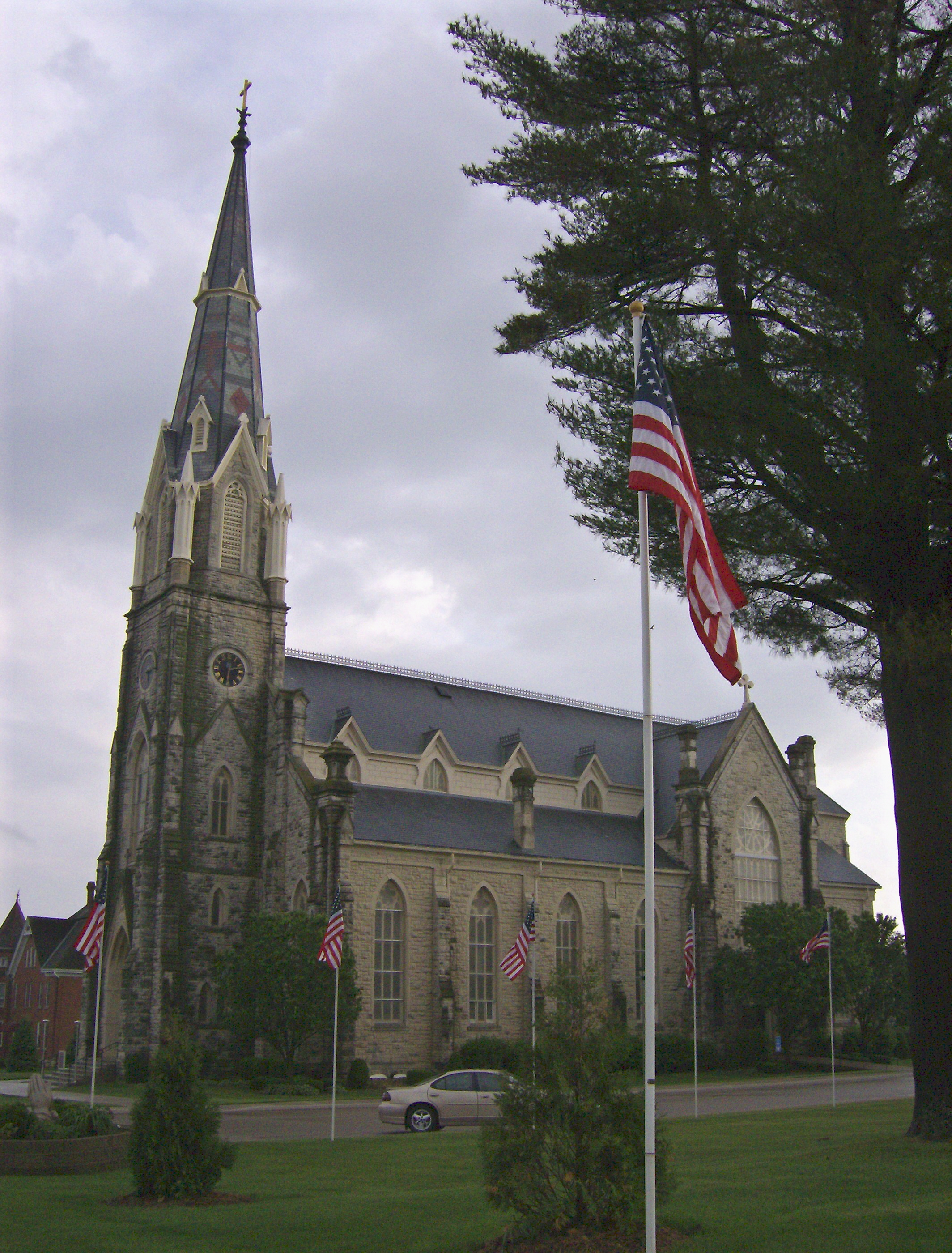
St Boniface in New Vienna